# 安祖·羅拔臣
安德魯·亨利·羅伯森，MBE（英語：Andrew Henry Robertson；1994年3月11日—）蘇格蘭足球運動員，司職左閘，現效力英超球會利物浦。他現時也是蘇格蘭足球代表隊隊長。由於其速度、體能和助攻能力均很出色，羅伯遜被認為是現今世界上最好的左後衛之一。

羅拔臣於2012年在昆士柏展開他的足球事業，一年後加盟登地聯，憑藉出色的表現於首個職業球季即獲選為蘇格蘭PFA年度最佳青年球員及代表蘇格蘭上陣。

## 生平

### 早年
羅拔臣在蘇格蘭格拉斯哥出生，於吉夫诺克体育俱乐部（Giffnock SC）接受足球訓練，其後加入些路迪成為青少年隊員，惟因體形細小而於15歲以下級別遭放棄。他於畢業前一年擔任位於吉夫诺克（Giffnock）的「圣弥安高校」（St Ninian's High School）的校隊隊長，帶領球隊晉級「蘇格蘭校際盃」（Schools Scottish Cup）準決賽，但於比賽最後一分鐘接獲一面紅牌。畢業後羅拔臣加盟格拉斯哥老牌業餘球隊昆士柏。

## 球會

### 昆士柏
由於在女王公园青年隊的出色表現，羅拔臣在2012/13年球季初獲召加入一隊，並於蘇格蘭聯賽盃3-2擊敗艾迪爾聯處子上陣，於季內合共上陣40場，協助球隊取得丙組聯賽季軍席位，參加升班附加賽，但於準決賽兩回合累計1-4不敵出局。他在2012年11月13日1-2負於东斯特灵郡取得首個入球。

### 登地聯
2013年6月3日羅拔臣與昆士柏的隊友（Aidan Connolly）攜手加盟蘇超球隊邓迪联。他隨即成為領隊麦克纳马拉一隊的一員，於球季開鑼日0-0賽和首次上陣。2013年9月22日2-2賽和馬瑟韋爾取得加盟後首個入球。羅拔臣同意與登地聯續約至2016年5月。
連申亮麗的演出使他獲選2013年「9月份蘇超每月最佳青年球員」和「11月份蘇超每月最佳球員」。2014年4月羅拔臣贏得「蘇格蘭PFA年度最佳青年球員」，並入選2013/14年蘇超球季蘇格蘭PFA年度最佳陣容。

### 侯城
2014年7月登地聯接納英超球會侯城285萬英鎊求購羅拔臣的出價，7月29日正式完成交易，羅拔臣簽署三年合約成為「老虎」的一員。
尽管其他几名一线队球员选择离开，罗伯逊还是选择留在赫尔城。他在俱乐部的第一个进球是在2015年11月3日客场对阵布伦特福德的比赛中，他以2-0的胜利打开了球门，使赫尔城以净胜球优势位居冠军榜首。

### 利物浦
2017年7月21日，羅拔臣以800萬英鎊轉會至英超球會利物浦，並簽訂了一份長期合約。

#### 2017/18賽季
8月19日，他首次為利物浦上陣，並協助球隊以1比0擊敗水晶宮。在2017-18賽季初，他只是一直擔任艾拔圖·摩蘭奴的替補。但在12月因艾拔圖·摩蘭奴的受傷，羅拔臣得到了一連串的上陣機會，其後更成為球隊正選左閘。在2017-18賽季對白禮頓的英超刹科戰，羅拔臣攻入了他在利物浦的首個入球。

#### 2018/19賽季
羅拔臣全季於各項賽事交出十三個助攻，與右路的特倫·阿歷山大-阿諾助攻助守，協助利物浦奪得欧冠冠軍。

#### 2019/20賽季
羅拔臣全季於英超交出十二個助攻，再次刷新個人英超單賽季助攻記錄。

#### 2020/21賽季
2020年9月28日，羅拔臣在以3-1擊敗阿仙奴的比賽中，打進了自己本賽季的第一個入球。
2021年8月24日，羅伯遜與利物浦簽訂了一份新的長期合約。

## 國家隊
羅拔臣於2013年10月首次入選蘇格蘭U21，他在10月11日主場2-1擊敗斯洛伐克下半場首次後補登場；其後再在主、客對格魯吉亞上陣。
羅拔臣首次獲召加入蘇格蘭國家隊備戰2014年3月5日作客對波蘭的友誼賽，他於這場在華沙1-0擊敗主隊的比賽下半場入替巴利·班倫首次上陣。而到2014年5月28日在卡雲農舍球場2-2賽和尼日利亞首次正選上陣。
2018年9月3日，羅拔臣被主教練麥克萊什任命為蘇格蘭足球代表隊隊長。

## 比賽風格
前利物浦隊長肯尼·达格利什爵士曾說過：“對我來說，在他的位置上，幾乎沒有人比他更好。”

## 個人生活
罗伯特森是一位虔诚的罗马天主教徒。他与瑞秋·罗伯茨（Rachel Roberts）结婚，两人于2022年夏天结婚。罗伯特森的妻子瑞秋于2017年8月26日生下了他们的儿子罗科（Rocco）。2019年1月，他们迎来了第二个孩子，也是第一个女儿艾莉娅（Aria）。罗伯特森通过他在Glenfarne出生的祖母具有爱尔兰血统。
在2018年3月，罗伯特森向一个把零花钱捐给当地食品银行的小男孩捐赠了队友罗伯托·菲尔米诺的签名利物浦球衣。《星期日泰晤士报》在2020年3月报道，罗伯特森曾向格拉斯哥地区的食品银行捐赠了大笔款项。
2020年9月，罗伯特森发布了他的第一本书《Robbo: Now You're Gonna Believe Us》，主要关注利物浦的2019-2020赛季。该书的所有收益都将捐给罗伯特森的基金会，用于帮助苏格兰的贫困儿童。
在2020年11月，他和利物浦队友特伦特·亚历山大-阿诺德开始在IGTV上主演他们自己的数字系列节目《Wingmen》。
罗伯特森因对足球、慈善事业和青少年的贡献，于2023年新年荣誉勋位被任命为大英帝国勋章（MBE）的会员。

## 榮譽

### 球會
利物浦
- 英格蘭超級足球聯賽冠军：2019–20、2024–25
- 英格蘭足球聯賽盃冠軍：2021–22、2023–24
- 英格蘭足總盃冠軍：2021–22
- 英格兰社区盾冠军：2022
- 歐洲聯賽冠軍盃 冠軍 : 2018–19
- 歐洲超級盃冠军：2019
- 国际足联俱乐部世界杯冠军：2019[39]

### 個人
- 蘇格蘭PFA年度最佳青年球員：2013/14
- PFA英超年度最佳陣容：2018/19

## 外部連結
- Soccerway資料庫：安祖·羅拔臣
- 足球数据库：安祖·羅拔臣的球员统计数据